# Królowa potępionych (film)
Królowa potępionych (tytuł oryg. Queen of the Damned) – amerykański film fabularny z 2002 roku, oparty na książkach Anne Rice: Wampir Lestat i Królowa potępionych. Sequel filmu Wywiad z wampirem (1994).

## Fabuła
Po wielu latach wampir Lestat (Stuart Townsend) budzi się ze snu. Zdobywa upragnioną sławę jako gwiazda rocka. W swoich piosenkach zdradza najskrytsze tajemnice wampirów, przez co się im naraża. Wampiry decydują się go zabić. Jednak jego muzyka budzi z głębokiego snu królową wampirów – Akashę (Aaliyah). Akasha chce uczynić Lestata królem wampirów. Do akcji wkracza młoda dziewczyna – Jesse (Marguerite Moreau), zafascynowana siłami ciemności. Zakochuje się w Lestacie.

## Obsada
Źródło: Filmweb
- Stuart Townsend - Lestat de Lioncourt
- Aaliyah - Królowa Akasha
- Lena Olin - Maharet
- Marguerite Moreau - Jesse Reeves
- Paul McGann - David Talbot
- Christian Manon - Mael
- Claudia Black - Pandora
- Matthew Newton - Armand
- Tiriel Mora - Roger

i inni. 

## Nagrody
2 nominacje do nagród:
- w 2003 roku do nagrody Saturna przyznawanej przez Akademię Science Fiction, Fantasy i Horroru w kategorii najlepszy horror
- w 2002 roku do nagrody Złotego Popcornu przyznawanej przez MTV dla Aaliyah w kategorii najlepszy czarny charakter